# Tandlövsalsfågel
Tandlövsalsfågel (Scenopoeetes dentirostris) är en fågel i familjen lövsalsfåglar inom ordningen tättingar.

## Utseende och läte
Tandlövsalsfågeln är en medelstor knubbig fågel med mörkbrun ovansida och ljus undersida med suddiga bruna streck. På näbben syns en sågtandad kant påminnande om en tand, därav namnet. Bland lätena hörs olika visslande, väsande och gnissliga ljud. Den har även noterats härma andra fågelläten.

## Utbredning och systematik
Fågeln placeras som enda art i släktet Scenopoeetes  och förekommer i bergstrakter i nordöstra Queensland (Atherton Tablelands till Burdekin River). Den behandlas som monotypisk, det vill säga att den inte delas in i några underarter.

## Levnadssätt
Tandlövsalsfågeln hittas i regnskog. Under häckningen rensar hanen ett område på marken och dekorerar med färska gröna blad.

## Status
Arten har ett stort utbredningsområde men tros minska relativt kraftigt i antal. Internationella naturvårdsunionen IUCN listar den därför som nära hotad (NT).